# Griphoneura proxima
Griphoneura proxima är en tvåvingeart som beskrevs av Friedrich Georg Hendel 1926. Griphoneura proxima ingår i släktet Griphoneura och familjen lövflugor. Inga underarter finns listade i Catalogue of Life.